# نومی راپاس
نومی راپاس (به سوئدی: Noomi Rapace) (زاده ۲۸ دسامبر ۱۹۷۹) بازیگر سوئدی است.

## بخشی از فیلمشناسی
از فیلم‌ها یا برنامه‌های تلویزیونی که وی در آن نقش داشته‌است می‌توان به آثار زیر اشاره کرد.
- جک رایانِ تام کلنسی  (۲۰۲۳)
- اسراری که ما نگه می داریم (2020)
- نزدیک (۲۰۱۸)
- چه بر سر دوشنبه آمده؟ (۲۰۱۷)
- درخشان (۲۰۱۷)
- بیگانه: کاوننت (۲۰۱۷)
- بازشده (۲۰۱۷)
- مردی رو به زوال (۲۰۱۳)
- کودک ۴۴ (۲۰۱۵)
- کندو (۲۰۱۴)
- پرومته (۲۰۱۲)
- اشتیاق (۲۰۱۲)
- مانیتور (۲۰۱۱)
- شرلوک هلمز: بازی سایه‌ها (۲۰۱۱)
- دختری که به لانه زنبور لگد زد (۲۰۰۹)
- دختری که با آتش بازی کرد (۲۰۰۹)
- دختری با خالکوبی اژدها (۲۰۰۹)